# Ciudad Universitaria Armando de Salles Oliveira

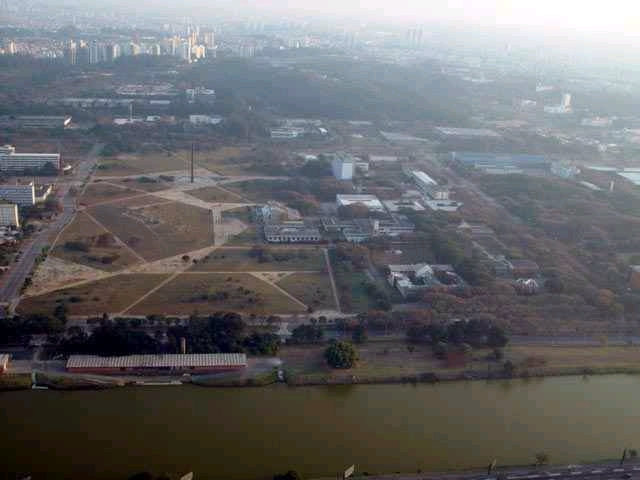
Vista aérea de la Ciudad Universitaria Armando de Salles Oliveira.

La Ciudad Universitaria Armando de Salles Oliveira (CUASO) (en portugués Cidade Universitária Armando de Salles Oliveira) es sede de la Universidad de São Paulo (USP), formando parte del campus de la capital paulista. Está localizada en la Zona Oeste de la ciudad de São Paulo, en el barrio de Butantã. Su nombre homenajea al fundador de la universidad, el entonces gobernador del Estado Armando de Sales Oliveira, político liberal paulista. 
En la Ciudad Universitaria está la mayoría de las unidades de enseñanza, investigación y extensión de la universidad. También se encuentran los órganos centrales de la USP, como el gabinete del rector y las vicerrectorías (pró-reitorias). La Ciudad Universitaria tiene una superficie de más de 8 millones de metros cuadrados. 
También es sede de: el Instituto de Pesquisas Energéticas e Nucleares (IPEN), el Instituto de Pesquisas Tecnológicas (IPT), el Instituto Geográfico e Cartográfico (IGC), el Centro de Estudos e Planejamento em Administração Municipal (CEPAM) de la Fundación Faria Lima, la Academia de Policía, el Centro Tecnológico da Marinha do Brasil em São Paulo (CTMSP) y el Hospital Universitario.

## Historia
La construcción de la Ciudad Universitaria ya estaba prevista en el proyecto original de la USP en la década de 1930, al reservar el área de la antigua Fazenda Butantã para la instalación de la universidad. Debido a la falta de recursos y sucesivas postergaciones, las unidades de la USP pasaron a ocupar esta área en la década de 1960, impulsadas por un plan de la dictadura militar de alejar los movimientos estudiantiles de los centros de las grandes metrópolis.

## Características

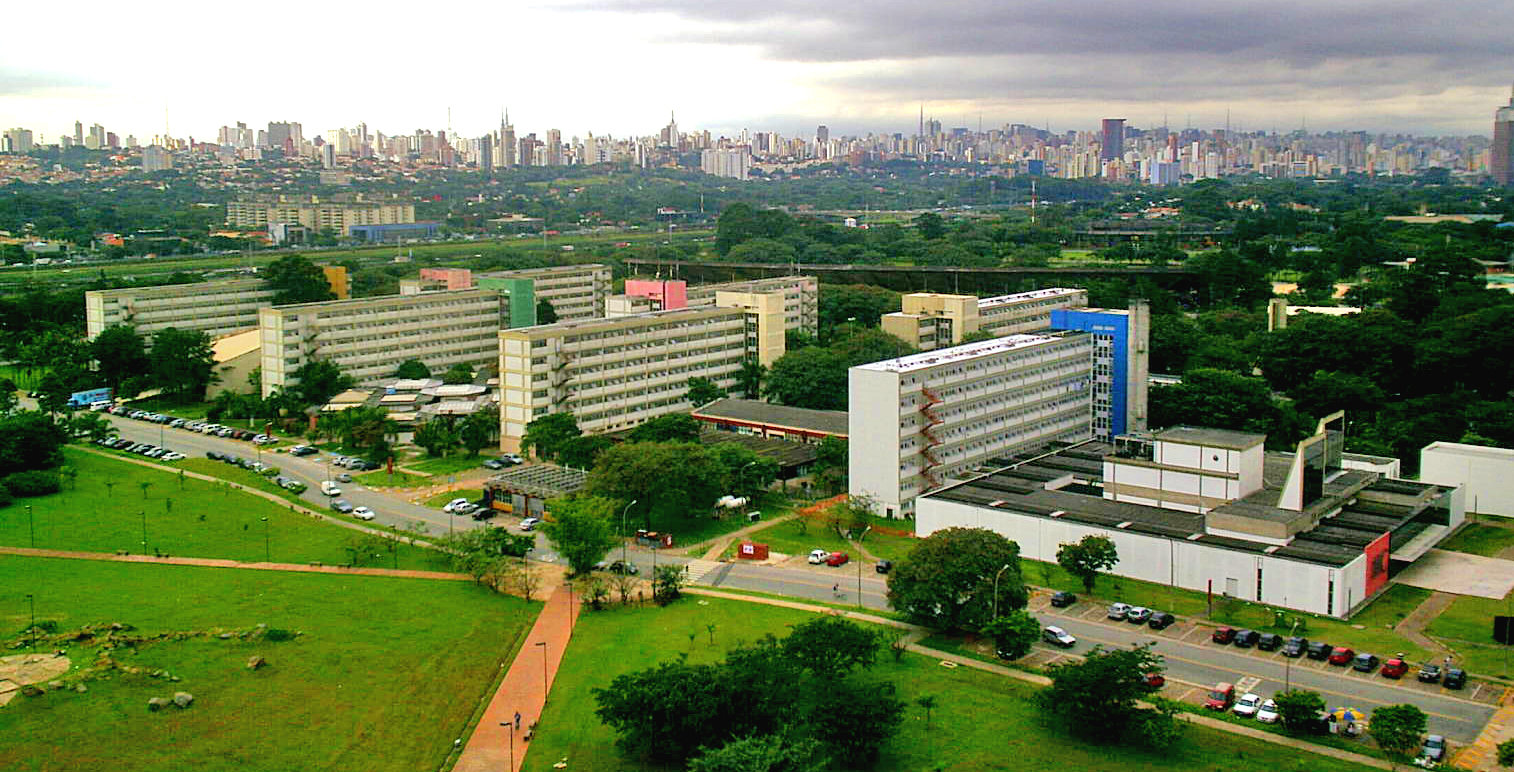
Conjunto Residencial (CRUSP) en la Ciudad Universitaria. El Museo de Arte Contemporáneo (MAC) puede ser visto en el margen inferior derecho. Al fondo, se divisa la Avenida Paulista.

La Ciudad Universitaria ha registrado en su historia una gran cantidad de proyectos, muchos de los cuales divergían bastante en relación con el diseño general de la ciudad y sus espacios. Sin embargo, la constitución de la forma por la cual hoy está configurada es el resultado tanto de la acción particular de cada una de las unidades que ahí se instalaron como de la adecuación y la reformulación de varios proyectos desarrollados para ella; esto hizo que, a pesar de que la CUASO presente un carácter urbano relativamente homogéneo en la actualidad, también se verifican dentro de la misma diferentes propuestas arquitectónicas y urbanísticas aisladas.
Con la escala de un parque urbano, la Ciudad Universitaria, por sus características, no se asemeja ni a un parque, ya que su uso como tal no es incentivado por la Rectoría, ni a una ciudad, en su definición estricta. Posee apenas tres conexiones viales con la ciudad, sumadas a algunas entradas para peatones.

### Urbanismo funcionalista
La mayor parte de los edificios existentes en la Ciudad Universitaria fueron construidos a partir de la década de 1960. De esta forma, se presentó de forma bastante evidente una intención funcionalista en la constitución de sus espacios y en la organización de sus unidades. Los edificios fueron ubicados según la lógica de la arquitectura moderna y del funcionalismo, buscando espacios que se asemejaran a cuadras y manzanas de grandes dimensiones. Es posible decir que parte de los arquitectos ligados a estos proyectos buscaban un ideal de ciudad diferente al encontrado en la ciudad de São Paulo, o sea, buscaban un diseño aparentemente ordenado en contraposición a la organización urbana informal y carente de planeamiento). El resultado, sin embargo, fue un barrio dentro de São Paulo con pocas conexiones con la ciudad que lo rodea y altamente dependiente del automóvil.
En general, los edificios de la Ciudad Universitaria están aislados, existiendo grandes distancias entre unos y otros. Hay algunas construcciones que incluso tienen su perímetro cercado, aunque lo más común es la libre circulación entre las unidades. Además, hay grandes espacios para estacionar y espacios libres cubiertos por vegetación.

## Lugares en la Ciudad Universitaria

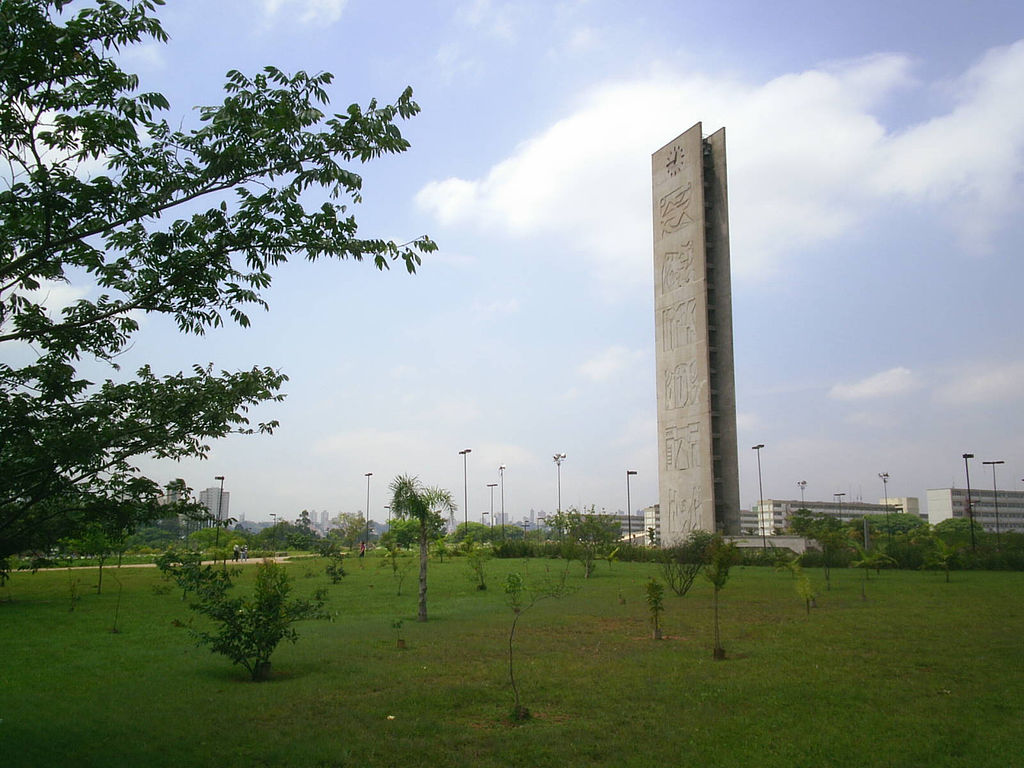
Plaza del reloj.

La Ciudad Universitaria Armando de Salles Oliveira tiene parte de su terreno localizado a orillas del río Pinheiros, y fue en estos terrenos donde la mayor parte de los primeros edificios fueron construidos. A medida que se toma distancia, se verifica una acentuada elevación del terreno, en la cual se construyeron las demás unidades.

### Praça do Relógio(Plaza del Reloj)
Originalmente pensada para albergar una unidad de la USP que sería conocida como el cuore (en portugués coração, corazón) de la universidad, en la cual estarían las instalaciones para recibir a los visitantes, sirviendo también como lugar de reunión de los estudiantes; contando con terminal de buses, restaurante, dormitorios, etc. Actualmente este lugar se caracteriza por ser un gran espacio al aire libre con una torre monumental, planificada por el arquitecto Rino Levi, la cual cuenta con un reloj que da nombre a la plaza. A mediados de la década de 1990, la plaza fue reformada en profundidad, adquiriendo la forma que posee hoy. Junto a la Praça do Relógio ase encuentran el Conjunto Residencial de la USP (CRUSP), el edificio de la Antigua Rectoría y la Raia Olímpica.

## Unidades, órganos e institutos localizados en la CUASO

### Unidades de enseñanza
- Escola de Educação Física e Esportes (EEFE)
- Escola de Comunicações e Artes (ECA)
- Escola Politécnica (EP)
- Faculdade de Ciências Farmacêuticas (FCF)
- Faculdade de Arquitetura e Urbanismo (FAU)
- Faculdade de Economía, Administração e Contabilidade (FEA)
- Faculdade de Educação (FE)
- Faculdade de Filosofia, Letras e Ciências Humanas (FFLCH)
- Faculdade de Medicina Veterinária e Zootecnia (FMVZ)
- Faculdade de Odontologia (FO)
- Instituto Oceanográfico (IO)
- Instituto de Astronomía, Geofísica e Ciências Atmosféricas (IAG)
- Instituto de Biociências (IB)
- Instituto de Biociências (ICB)
- Instituto de Física (IF)
- Instituto de Geociências (IGc)
- Instituto de Matemática e Estatística (IME)
- Instituto de Psicologia (IP)
- Instituto de Química (IQ)
- Instituto de Relações Internacionais (IRI)

### Institutos Especializados de la USP
- Instituto de Eletrotécnica e Energia (IEE)
- Instituto de Estudos Avançados (IEA)
- Instituto de Estudos Brasileiros (IEB)

### Unidades Complementarias de la USP
- Centro de Práticas Esportivas (CEPEUSP)

### Museos
- Museo de Arqueología y Etnología (MAE)
- Museu de Arte Contemporânea (MAC)

### Instituciones Asociadas a la USP
- Instituto de Pesquisas Energéticas e Nucleares (IPEN)
- Instituto de Pesquisas Tecnológicas (IPT)

### Otras instituciones localizadas en la Ciudad Universitaria
- Academia de Policía Civil
- Centro de Estudos e Planejamento em Administração Municipal/Fundação Prefeito Faria Lima (dependiente del Gobierno del Estado de São Paulo)
- Centro Tecnológico da Marinha em São Paulo (dependiente de la Marina de Brasil)
- Instituto Geográfico e Cartográfico (dependiente del Gobierno del Estado de São Paulo)

### Bibliográficas
- Ana Lúcia Duarte Lanna (org.); Cidades universitárias: patrimônio urbanístico e arquitetônico da USP; São Paulo: CPC-USP, Edusp; 2005. ISBN 85-314-0864-4